# Гашербрум I
Гашербрум I (наричан още Скритият връх, на английски: Hidden Peak, поради отдалечеността му, или K5, т.е. петия връх от Каракорум) е единадесетият по височина връх на Земята (8080 m н.в., среща се и като 8068 m). Намира се на границата между Китай и Пакистан. Гашербрум I е част от масива Гашербрум, намиращ се в планината Каракорум – втората по височина планинска верига на земята. Смята се, че името на масива идва от думите на езика балти „rgasha“ (красив) + „brum“ (планина), т.е. „красива планина“.
Върхът е изкачен за първи път от Пит Шьонинг и Анди Кауфман на 5 юли 1958 г., които са част от осемчленна американска експедиция.
През авгуат 1975 г. Райнхолд Меснер и Петер Хабелер изкачват върха в чист алпийски стил и това е първо подобно постижение на осемхилядник. Началото на изкачването се извършва от дъното на планината и всичко се носи, ако има биваци, те се правят пътем. Двамата не извършват подготовка на маршрута. Не използват (и не носят) допълнителен кислород. Нямат въже със себе си, а само лични екипировки за катерене. От 8 до 10 август те изкачват върха и така въвеждат чистия алпийски стил в хималаизма.
Първото българско изкачване на върха е на 26 юли 2009 г. от Дойчин Боянов, Боян Петров, Николай Петков и Николай Вълков.